# Chumpe
Chumpe (possiblement del quítxua chumpi: cinturó), Jatunriti, Ñanaloma o Yanaloma és una muntanya que es troba a la Serralada de Vilcanota, una secció dels Andes del Perú i que s'eleva fins als 6.106 msnm. Es troba al nord del llac Sibinacocha.